# 2006년 미스코리아
2006년 미스코리아는 2006년 8월 3일에 서울특별시 종로구의 세종문화회관에서 열린 쉰번째 미스코리아 선발대회이다. MBC 드라마넷으로 중계하였다.

## 입상자
| 대회 |        | 진 (眞)         | 선 (善)                           | 미 (美) |
| ---- | ------ | --------------- | --------------------------------- | ------- |
| 본선 | 이하늬 | 박샤론 · 장윤서 | 박희정 · 김유미 · 박성민 · 김수현 |         |
| 강원 | 김지은 | 윤프름          | 이해림                            |         |
| 경기 | 이민진 | 전양현          | 박현옥                            |         |
| 경남 | 임미정 | 안정민          | 박미지                            |         |
| 경북 | 장혜리 | 김은수          | 김유성                            |         |
| 광주 | 김수현 | 심수정          | 유아름                            |         |
| 전남 | 김수현 | 심수정          | 유아름                            |         |
| 대구 | 조아라 | 허안나          | 김효정                            |         |
| 대전 | 함세영 | 이명주          | 이주희                            |         |
| 충남 | 함세영 | 이명주          | 이주희                            |         |
| 부산 | 권은영 | 박희정          | 김혜련                            |         |
| 서울 | 이하늬 | 김유미 · 안선하 | 민지연 · 박성민 · 이윤아          |         |
| 울산 | 김은하 | 이민영          | 백현성                            |         |
| 인천 | 박샤론 | 조은아          | 이규희                            |         |
| 전북 | 김해린 | 이은정          | 신보라                            |         |
| 제주 | 성혜숙 | 박현지          | 부은별                            |         |
| 충북 | 장윤서 | 박슬기          | 신경아                            |         |

## 수상 결과
- 진(眞) : 서울 진 이하늬[1]
- 선(善) : 인천 진 박샤론, 충북 진 장윤서
- 미(美) : 부산 선 박희정 · 서울 선 김유미 · 서울 미 박성민 · 광주전남 진 김수현 (한국일보)
- 우정상 : 하와이 진 홍은영
- 매너상 : 대전충남 미 이주희
- 포토제닉상 : 서울 선 김유미
- 인기상 : 경남 진 임미정
- 해외동포상 : LA 진 황하나
- 역대 미스코리아 최고 인기상 : 2000년 미스코리아 진 김사랑, 2002년 미스코리아 진 금나나, 2005년 미스코리아 진 김주희

## 참가자 사진

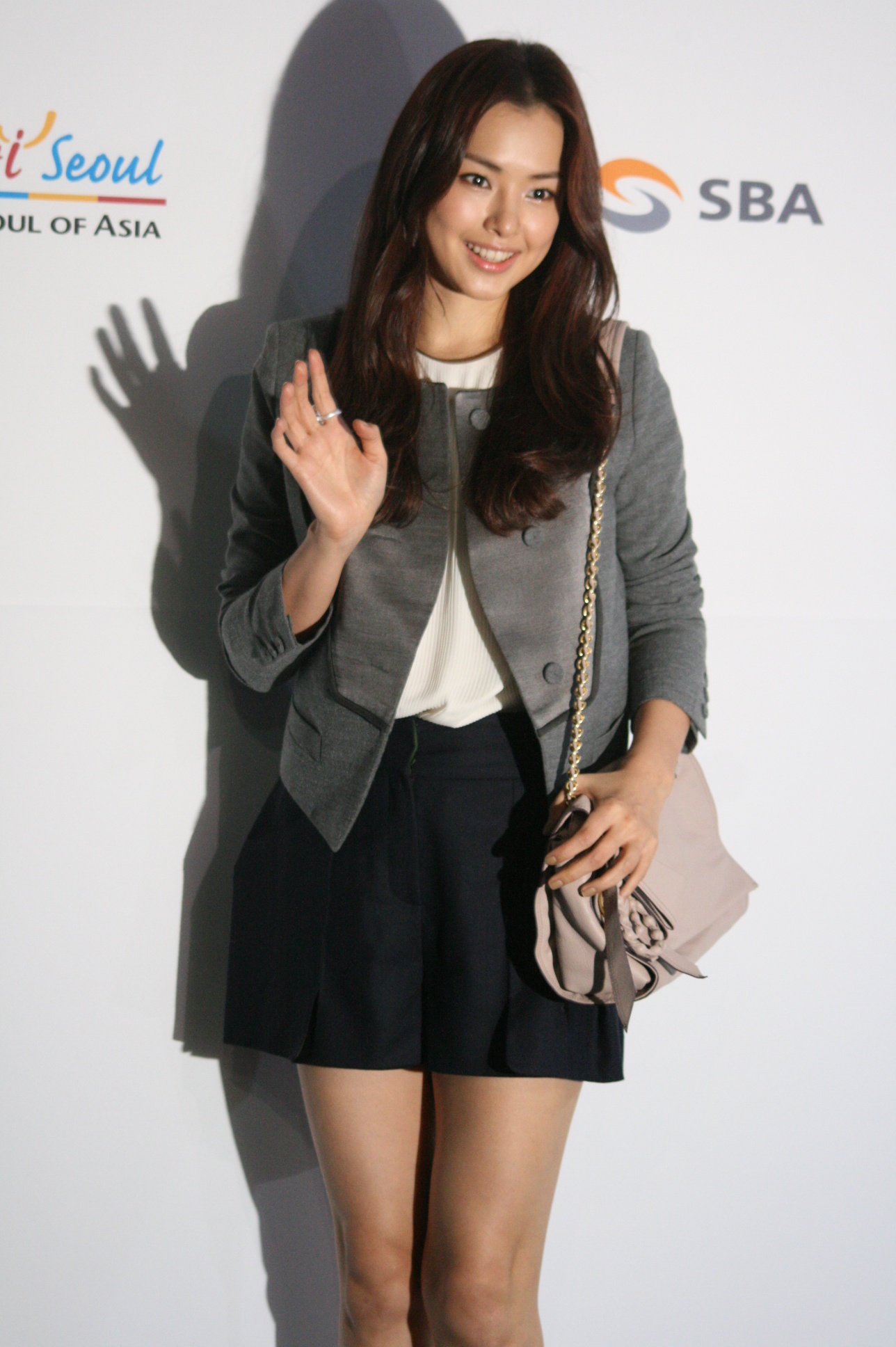
2006년 미스코리아 진 이하늬, 미스 서울 진
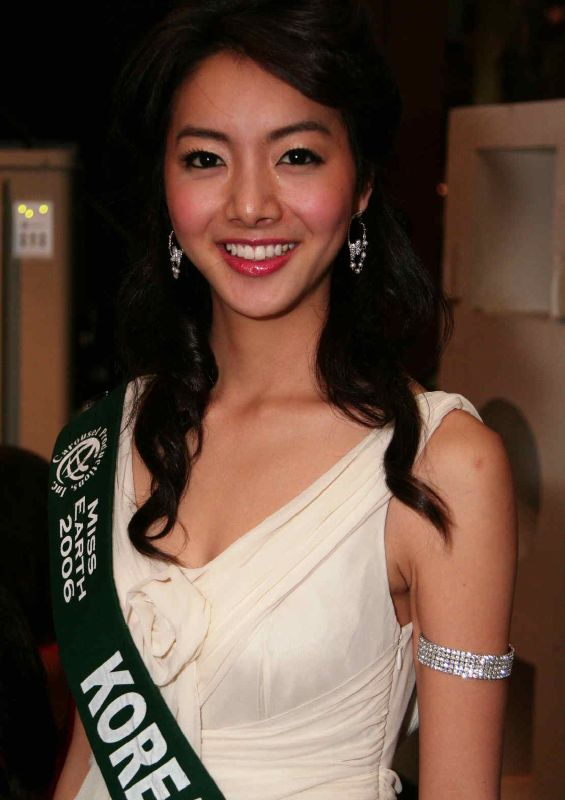
2006년 미스코리아 미 박희정, 미스 부산 선